# Bibliopolis
Bibliopolis è una casa editrice italiana con sede a Napoli.
Fu fondata nel novembre 1976 da Francesco del Franco, figlio di Costantino, vicino a Benedetto Croce. È specializzata in edizioni di filosofia e di scienze.
Dispone di una quarantina di collane, fra le quali la Collezione di studi meridionali, le Memorie dell'Istituto Italiano per gli Studi Filosofici e I senatori d'Italia. Quest'ultima è curata dall'Archivio storico del Senato della Repubblica.
Pubblica, tra l'altro, l'edizione nazionale delle opere di Benedetto Croce, che è stata promossa con Decreto del Presidente della Repubblica del 14 agosto 1989.
Edita quattro periodici.